# Мини-футбол на Играх стран СНГ 2021
Турнир по мини-футболу на играх стран СНГ 2021 прошел с 7 по 11 сентября в Казани в универсальном спортивном комплексе «Мирас». В соревновании принимали участие юношеские сборные 6 стран: России, Кыргызстана, Узбекистана, Беларуси, Азербайджана и Молдовы. В состав команд входили игроки с 2002 по 2005 годы рождения (U19).

## Ход турнира

### Групповой этап
Группа A
| Команда    | И | В | Н | П | ГЗ | ГП | +/- | О | Статус          |
| ---------- | - | - | - | - | -- | -- | --- | - | --------------- |
| Россия     | 2 | 2 | 0 | 0 | 25 | 4  | +21 | 6 | Полуфинал       |
| Узбекистан | 2 | 1 | 0 | 1 | 11 | 11 | 0   | 3 | Полуфинал       |
| Молдова    | 2 | 0 | 0 | 2 | 5  | 26 | -21 | 0 | Матч за 5 место |

| Россия | 16 : 3  | Молдова                               |
| --- | ------- | ------------------------------------- |
| Муждаков 3′, 9′, 15′, 22′ · Гук 9′, 17′, 33′, 36′ · Малинин 14′, 38′ · Лукин 14′ · Литовских 16′ · Бессонов 20′, 31′ · Рагожников 25′ · Шакиев 27′ | (отчёт) | Галеас 7′ · Каменски 11′ · Мелека 32′ |

Второй судья: Дмитрий Аксёнов ( Россия)

| Узбекистан                  | 1 : 9   | Россия                                                                                           |
| --------------------------- | ------- | ------------------------------------------------------------------------------------------------ |
| Салимов 37′ · Эшонкулов 37′ | (отчёт) | Муждаков 1′, 25′ · Шакиев 3′ · Гук 4′, 16′ · Литовских 5′, 26′ · Мусин-Пушкин 12′ · Лайпеков 18′ |

Второй судья: Алексей Иванов ( Россия)

| Молдова                   | 2 : 10  | Узбекистан |
| ------------------------- | ------- | --- |
| Кубани 10′ · Красилов 39′ | (отчёт) | Эшонкулов 3′ · Плешка 8′ (авт.) · Фахриддинов 17′, 30′, 43′ · Сафаров 20′, 32′ · Муродкулов 35′ · Красилов 38′ (авт.) · Умуров 40′ |

Второй судья: Алексей Иванов ( Россия)

Группа B
| Команда     | И | В | Н | П | ГЗ | ГП | +/- | О | Статус          |
| ----------- | - | - | - | - | -- | -- | --- | - | --------------- |
| Беларусь    | 2 | 2 | 0 | 0 | 8  | 0  | +8  | 6 | Полуфинал       |
| Кыргызстан  | 2 | 1 | 0 | 1 | 8  | 5  | +3  | 3 | Полуфинал       |
| Азербайджан | 2 | 0 | 0 | 2 | 3  | 14 | -11 | 0 | Матч за 5 место |

| Беларусь                                                                     | 6 : 0   | Азербайджан |
| ---------------------------------------------------------------------------- | ------- | ----------- |
| Жамкочян 14′ · Кузьма 19′, 34′ · Кривицкий 33′ · Боровиков 35′ · Амплеев 39′ | (отчёт) |             |

Второй судья: Денис Журавлёв ( Россия)

| Кыргызстан | 0 : 2   | Беларусь                            |
| ---------- | ------- | ----------------------------------- |
|            | (отчёт) | Бактыбеков 8′ (авт.) · Астафьев 31′ |

Второй судья: Денис Журавлёв ( Россия)

| Азербайджан                                             | 3 : 8   | Кыргызстан                                                                                               |
| ------------------------------------------------------- | ------- | --- |
| Джафарлы 8′ · Агализаде 9′ · Вялизаде 18′ · Аббасов 32′ | (отчёт) | Канатбеков 2′, 27′, 32′ (пен.) · Азамат уулу 3′ · Токоев 4′ · Султанов 11′ · Карыпбеков 13′ · Илясов 15′ |

Второй судья: Дмитрий Орлов ( Россия)

### Плей-офф
|  | Полуфиналы | Полуфиналы |                   |   | Финал | Финал |
|  |            |            |                   |   |       |       |
|  | 4 февраля  |            |                   |   |       |       |
|  |            |            |                   |   |       |       |
|  | Россия     | 8          |                   |   |       |       |
|  | Россия     | 8          | 6 февраля         |   |       |       |
|  | Кыргызстан | 1          |                   |   |       |       |
|  | Кыргызстан | 1          | Россия            | 3 |       |       |
|  | 4 февраля  |            | Россия            | 3 |       |       |
|  |            | Беларусь   | 0                 |   |       |       |
|  | Беларусь   | Беларусь   | 0                 | 5 |       |       |
|  | Беларусь   |            |                   | 5 |       |       |
|  | Узбекистан | 3          |                   |   |       |       |
|  | Узбекистан | 3          | Матч за 3-е место |   |       |       |
|  |            |            |                   |   |       |       |
|  | 6 февраля  |            |                   |   |       |       |
|  |            |            |                   |   |       |       |
|  | Узбекистан | 4          |                   |   |       |       |
|  | Узбекистан | 4          |                   |   |       |       |
|  | Кыргызстан | 3          |                   |   |       |       |

Матч за 5 место
| Молдова                                 | 5 : 10  | Азербайджан                                                                                             |
| --------------------------------------- | ------- | --- |
| Саваш 18′, 23′, 26′, 35′ · Каменски 39′ | (отчёт) | Агализаде 2′, 32′ · Маммадов 3′, 8′ · Махмудов 9′, 35′, 37′ · Маммадзаде 9′ · Джафарлы 12′ · Амиров 13′ |

Второй судья: Дмитрий Орлов ( Россия)

Полуфиналы
| Беларусь                                                      | 5 : 3   | Узбекистан                    |
| ------------------------------------------------------------- | ------- | ----------------------------- |
| Амплеев 7′ · Ивашкевич 10′, 12′ · Жамкочян 11′ · Астафьев 40′ | (отчёт) | Сафаров 15′, 35′ · Умуров 28′ |

Второй судья: Денис Журавлёв ( Россия)

| Россия                                                                                 | 8 : 1   | Кыргызстан   |
| -------------------------------------------------------------------------------------- | ------- | ------------ |
| Гук 4′, 37′ · Рагожников 5′ · Муждаков 17′, 28′ · Бессонов 20′, 27′ · Мусин-Пушкин 35′ | (отчёт) | Айанбаев 14′ |

Второй судья: Дмитрий Аксёнов ( Россия)

Матч за 3 место
| Узбекистан                                             | 4 : 3   | Кыргызстан                                   |
| ------------------------------------------------------ | ------- | -------------------------------------------- |
| Эшонкулов 3′ · Сафаров 12′ · Назаров 40′ · Салимов 40′ | (отчёт) | Садыков 14′ · Канатбеков 19′, 35′ Токоев 37′ |

Второй судья: Денис Журавлёв ( Россия)

Финал
| Россия                   | 3 : 0   | Беларусь |
| ------------------------ | ------- | -------- |
| Гук 25′ · Лукин 32′, 33′ | (отчёт) |          |

Второй судья: Алексей Иванов ( Россия)

## Лучшие игроки
- Лучший бомбардир:  Сергей Гук — 9 голов